# Maître céleste

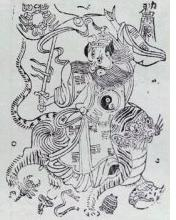
Zhang Daoling.

Le titre de Maître céleste (天師 ; pinyin : tiānshī) est porté par les patriarches d’un ensemble d’écoles taoïstes prétendant descendre de l’École des cinq boisseaux de riz fondée sous les Han orientaux, la première à l’utiliser. 

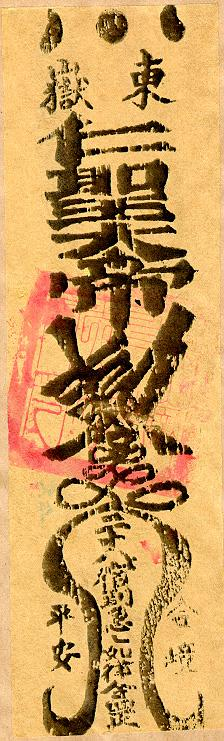
"Sort" taoïste

Sous les dynasties du Nord et du Sud, les nombreuses sectes héritières des Cinq boisseaux peuvent être regroupées en Maîtres célestes du Nord ou Nouveaux maîtres célestes, représentés par Kou Qianzhi et Maîtres célestes du Sud représentés par Lu Xiujing. Les Maîtres célestes actuels sont ceux du mont Longhu (龍虎) dans le Jiangxi, apparus sous les Song mais prétendant descendre en ligne directe du fondateur des Cinq boisseaux. 
Ils président le mouvement Zhengyi né sous les Yuan, et la majorité des écoles qui lui sont rattachées estime que les ordinations de maîtres taoïstes doivent être approuvées par le patriarche de Longhu pour être valables. 
Le titulaire actuel du poste est Zhang Yuan (張源), qui serait le 64e descendant de Zhang Daoling. Il est domicilié à Taïwan où l’école s’est  réfugiée en 1960, mais le siège religieux des Maîtres célestes Zhang est toujours sur le mont Longhu. Néanmoins en Chine populaire, le petit-fils en lignée maternelle de Zhang Enbo, Lu Jintao (魯金濤), a changé son nom en Zhang et revendique également sa succession. 